# Giovanni Grasso
Giovanni Grasso   (Catània, 19 de desembre de 1873 - Catània, 14 d'octubre de 1930) fou un actor de teatre i de cinema mut sicilià.

## Biografia
Giovanni Grasso és recordat com el millor actor tràgic sicilià i un dels més grans d'Itàlia. Va començar la seva carrera en l'espectacle al teatre Opera dei Pupi dirigit pel seu pare Angelo. La seva carrera teatral va ser iniciada per Nino Martoglio. Al costat del famós poeta i amb una important companyia de teatre formada entre d'altres per Virginia Balistrieri, Angelo Musco, Rocco Spadaro, Giacinta Pezzana i Totò Majorana va interpretar diverses obres d'èxit com Il berretto a sonagli, Feudalesimo, Morte civile, Pietra su pietra e Cavalleria rusticana actuant als escenaris més importants d'Itàlia i després internacionalment: Espanya, Amèrica del Sud, França, Anglaterra, Alemanya, Rússia, els Estats Units.
Els seus espectacles van ser admirats per les més grans personalitats teatrals de l'època. Aurélien Lugné-Poe el va veure actuar a l'Argentina el 1907 i va organitzar una gira a París a principis de 1908. A París va ser admirat per Jacques Copeau (que parla d'ell als seus diaris), per André Antoine i per Loïe Fuller.
Durant una actuació a Florència, a finals de 1907, va ser vist per Edward Gordon Craig que va escriure sobre això repetidament a la revista «The Mask». El mateix Craig, durant la seva estada al Teatre d'Art de Moscou a la tardor de 1908, va convèncer Stanislavski de convidar alguns membres de la companyia de Grasso al Teatre d'Art de Moscou. L'objectiu era reunir els actors sicilians amb els del Teatre d'Art per observar de prop les seves respectives tècniques d'actuació.
Durant la mateixa gira a Rússia l'any 1908, la companyia de Grasso va fer algunes actuacions a Sant Petersburg on va ser admirat per Meierhold que més tard declararia: «Vaig conèixer nombroses lleis de biomecànica mentre veia actuar el magnífic actor tràgic sicilià Grasso». El mateix Meierhold va dedicar el seu estudi «Salto sul petto» a Grasso.
Les gires americanes de la companyia de Grasso als anys vint van ser molt importants per l'impacte que va tenir en Lee Strasberg —que li va dedicar nombroses pàgines a El somni de la passió— i en Sanford Meisner que el descriuria com «El més gran actor que jo he vist mai».
També va actuar en el cinema mut, del qual és considerat un pioner internacionalment amb la pel·lícula Sperduti nel cuore dirigida per Nino Martoglio.
El 20 de juliol de 1904 va ser iniciat a la maçoneria a la Lògia de Triomf de Ligúria de Gènova.
També era conegut com a Giovanni Grasso sènior, per distingir-lo del seu cosí més jove del mateix nom, conegut com a Giovanni Grasso júnior.

## Filmografia

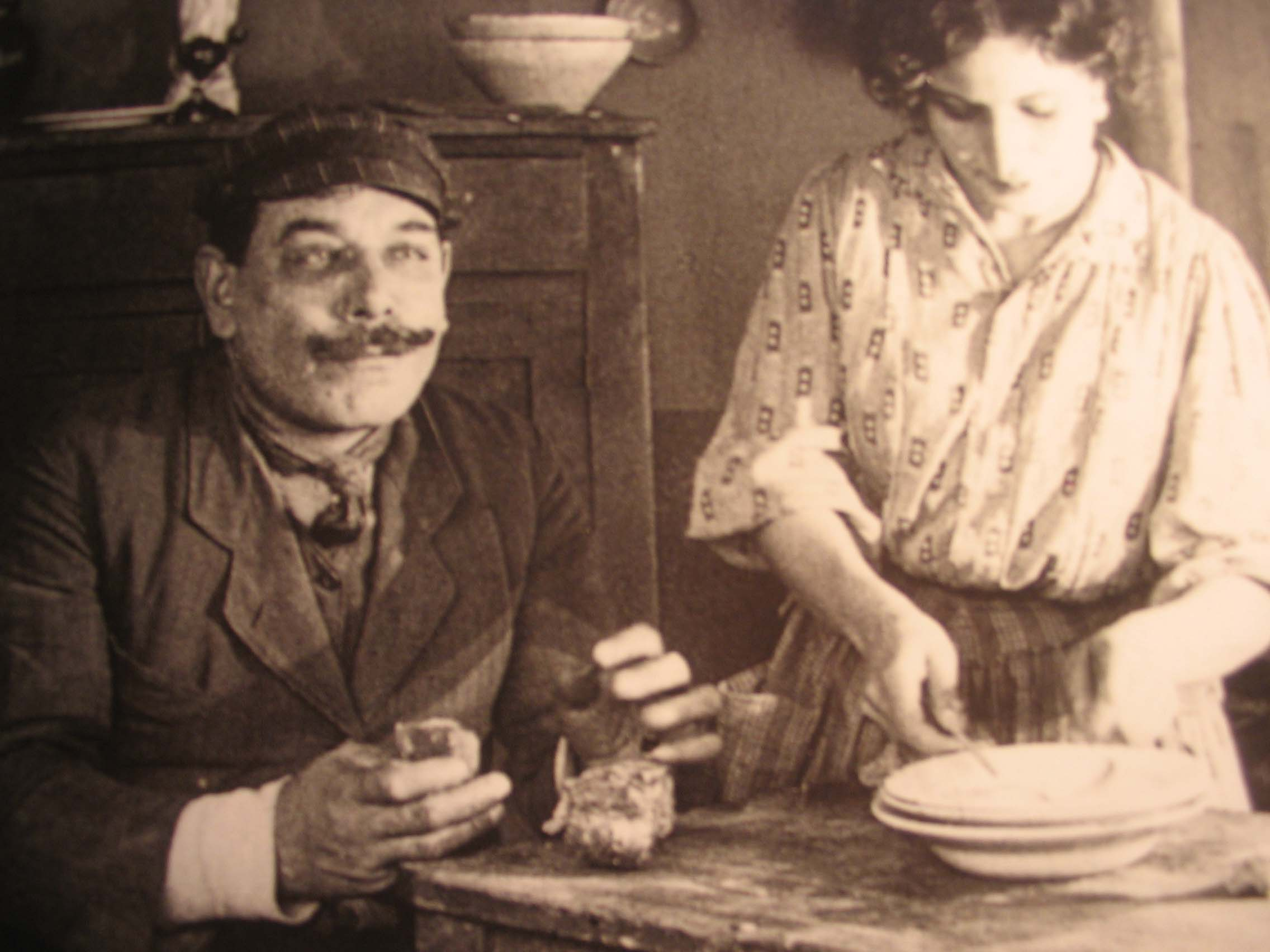
Grasso amb Virginia Balistrieri a Sperduti nel buio.

- La morte civile, dirigida per Mario Gallo (1910)
- Un amore selvaggio, dirigida per Raffaele Viviani (1912)
- Capitan Blanco, dirigida per Nino Martoglio (1914)
- Sperduti nel buio, dirigida per Nino Martoglio (1914)
- Il lupo, dirigida per Giulio Antamoro (1917)
- Sole o La regina de Marechiaro, dirigida per Giulio Antamoro (1918)
- Vautrin, dirigida per Alexsandre De Verennes (1919)
- Per te muoio o Per l'onore, dirigida per Gustavo Serena (1919)
- Mala Pasqua o Sei anni dopo o A te la mala Pasqua!, dirigida per Ignazio Lupi (1919)
- Tromp-la-mort, dirigida per Alexsandre De Verennes (1920)
- Il dramma dell'amore o Assalto all'ignoto, dirigit per Amleto Palermi (1920)
- Dopo il peccato, dirigida per Amleto Palermi (1920)
- La casa degli scapoli, dirigida per Amleto Palermi (1923)
- L'ospite sconosciuta o Mala femmina, dirigida per Telemaco Ruggeri (1923)
- Cavalleria rusticana, dirigida per Mario Gargiulo (1924)
- Il cavaliere Petagna, dirigida per Mario Gargiulo (1926)

## Nota
1. ↑   Aurélien Lugné-Poe, La Parade, vol. II, Paris, Gallimard, 1933..
2. ↑   Jacques Copeau, Journal 1901-1948, première partie (1901-1915), Paris, Edition Seghers, 1991, p. 394..
3. ↑  Gabriele Sofia «Edward Gordon Craig spettatore di Giovanni Grasso. Esperienza e visione.». Teatro e Storia. Bulzoni.
4. ↑  Gabriele Sofia «Sulla tecnica di Giovanni Grasso. Ipotesi, abbagli e testimonianze.». Teatro e Storia. Bulzoni.
5. ↑   Vsevolod Mejerchol'd, La rivoluzione teatrale, a cura di Donatella Gavrilovich, Roma, Editori Riuniti, 2001 (terza edizione), p. 346..
6. ↑   Gabriele Sofia, L'arte di Giovanni Grasso e le rivoluzioni teatrali di Craig e Mejerchol'd, Roma, Bulzoni, 2019..
7. ↑   Lee Strasberg, A dream of passion. The developement of the Method, New York, Penguin, 1987..
8. ↑  Frymer Murry «Work's the Thing at Acting School». Newsday, 14-04-1969.
9. ↑  Vittorio Gnocchini, L'Italia dei Liberi Muratori, Erasmo ed., Roma, 2005, p. 151.